# Ronit Tiroš
Ronit Tiroš (hebrejsky: רונית תירוש) je izraelská politička a bývalá poslankyně Knesetu za stranu Kadima.

## Biografie
Narodila se 8. prosince 1953 v Tel Avivu. Vysokoškolské vzdělání bakalářského typu v oboru arabská literatura a filozofie získala roku 1977 na Telavivské univerzitě. Následoval magisterský titul ze vzdělávacího managementu na téže škole roku 1986. Od roku 2000 studuje na Telavivské univerzitě v doktorandském studiu.
Žije v Ramat Ganu, je vdaná, má tři děti. Sloužila v izraelské armádě, kde dosáhla hodnosti seržantky. Hovoří hebrejsky, anglicky, francouzsky a arabsky.

## Politická dráha
V letech 1988–1996 byla ředitelkou 9. střední školy v Tel Avivu, kde předtím působila jako učitelka arabštiny. Získala tu roku 1992 ocenění za vynikajícího ředitele. V letech 1997–2000 působila na telavivské radnici jako ředitelka vzdělávacího odboru. Roku 2000 se stala Osobností roku ve školství. V letech 2001–2005 pracovala na vysoké úřední pozici na ministerstvu školství.
Do Knesetu nastoupila po volbách v roce 2006, ve kterých kandidovala za stranu Kadima. Ve volebním období 2006–2009 byla členkou výboru pro televizi a rozhlas, a podvýboru pro boj s dopravní nehodovostí, zasedala ve výboru pro drogy, pro otázky práce, sociálních věcí a zdravotnictví nebo pro vzdělávání, kulturu a sport. Silné zastoupení v parlamentních výborech si podržela i po volbách v roce 2009. Opět zasedla ve výborech pro vzdělávání, kulturu a sport a pro televizi a rozhlas, dále ve finančním výboru.